# Julián Alveiro Quiñones
Julián Alveiro Quiñones García (Tumaco, Nariño; 5 de noviembre de 1989) es un futbolista colombiano que juega de defensa en el Deportivo Cali de la Categoría Primera A. Su hermano Luis Quiñones García, juega para el Club Puebla cedido desde el Tigres de la UANL.

## Trayectoria

### Independiente Santa Fe
Julián Quiñones salió de las divisiones inferiores de Independiente Santa Fe, y debutó como profesional en el 2011, de la mano del técnico Wilson Gutiérrez. En 2012, hizo parte de la nómina campeona que ganó el Torneo Apertura, junto a otros canteranos cómo Francisco Meza, Camilo Vargas, Daniel Torres y Juan Daniel Roa. Quiñones se afianzó en la nómina titular, y jugó además la Copa Libertadores, donde Independiente Santa Fe llegó a semifinales. Tras 3 años en donde jugó a gran nivel, Julián Alveiro dejó al equipo cardenal para irse a jugar al Deportes Tolima.

### Deportes Tolima
Para el 2014, fue confirmado como nuevo jugador del Club Deportes Tolima. Debuta el 25 de enero en la derrota 3-2 en su visita al Uniautónoma. 
El 2 de octubre marca su primer gol con el club pijao en el empate a dos goles contra Atlético Nacional por copa.
Después de una buena campaña en Copa Colombia 2014 el jugador queda campeón con el Deportes Tolima ganando la final a su ex equipo Independiente Santa Fe en El Campin con un global de 3 a 2.
El 7 de mayo del 2015 marca su primer doblete en el empate a tres goles frente al Atlético Huila en el clásico del tolima grande siendo una de las figuras del partido por la Copa Colombia 2015.

Vuelve y marca gol hasta el 20 de agosto del 2016 en el empate aun gol contra el Atlético Junior.
El 13 de febrero marca su primer gol del 2018 en la victoria 3 por 1 sobre Alianza Petrolera. El 9 de junio gana por penales el título del Torneo Apertura 2018 frente a Atlético Nacional en el Estadio Atanasio Girardot luego de haber ganado el partido 2 a 1 y empatado el global 3-3, consiguiendo la segunda estrella para el Deportes Tolima, termina el torneo con tres goles.

El 28 de julio marca el gol de la victoria por la mínima frente al América de Cali por el Finalización 2018. El 10 de agosto marca al minuto 90 el gol del empate a dos goles contra Jaguares de Córdoba. Termina su mejor temporada goleadora con seis goles y siendo de los más destacados en el club.
El 6 de marzo de 2019 juega su primer partido por la Copa Libertadores 2019 en la victoria por la mínima en Ibagué ante el Athletico Paranaense de Brasil. Su primer gol del año lo hace el 19 de mayo para marcar el gol del empate a un gol al último minuto del partido en Barranquilla frente al Atlético Junior.

## Estadísticas
| Club                        | País     | Año         | Partidos | Goles | Asist |
| --------------------------- | -------- | ----------- | -------- | ----- | ----- |
| Club Independiente Santa Fe | Colombia | 2011-2013   | 78       | 2     | 0     |
| Deportes Tolima             | Colombia | 2014 - 2025 | 373      | 26    | 2     |
| Total                       | Total    | Total       | 451      | 28    | 2     |

## Palmarés

### Campeonatos nacionales
| Título                | Club            | País     | Torneo         |
| --------------------- | --------------- | -------- | -------------- |
| Categoría Primera A   | Santa Fe        | Colombia | Apertura 2012  |
| Superliga de Colombia | Santa Fe        | Colombia | Superliga 2013 |
| Copa Colombia         | Deportes Tolima | Colombia | Copa 2014      |
| Categoría Primera A   | Deportes Tolima | Colombia | Apertura 2018  |
| Categoría Primera A   | Deportes Tolima | Colombia | Apertura 2021  |
| Superliga de Colombia | Deportes Tolima | Colombia | Superliga 2022 |

### Distinciones individuales
| Distinción                     | Torneo |
| ------------------------------ | ------ |
| Once ideal del Torneo Apertura | 2019   |